# Intercity 225
Intercity 225, é um modelo de trem de alta velocidade do Reino Unido, capaz de atingir 225km/h (daí o nome, Intercity - Intercidades e 225km/h, a velocidade) ou 140 mph. Foi projetado em meados da década de 80, pela extinta British Rail, como parte da modernização da East Coast Main Line, fazendo viagens entre Londres e Edinburgo.

## Desenvolvimento
O Intercity 225 é composto por uma locomotiva elétrica Classe 91, mais 9 vagões de passageiros Mark IV e uma Driving Van Trailer (DVT) (unidade  semelhante à locomotiva, porém sem força motriz, projetada com o intuito de comandar o trem sem a necessidade de uma locomotiva de manobras em operações Push Pull. Junto com o Intercity 125 (125 mph - 200 km/h) faziam serviços expressos na East Coast e West Coast Main Line (na WCML apenas o IC125, sendo que os IC225 faziam o serviço em apenas um trecho da linha, entre Glasgow e Carstairs) como parte do selo Intercity. O IC225 muito herdou do falido projeto do APT (Advanced Passenger Train), sendo que durante o projeto o trem era conhecido como APT-U, nome abandonado depois do fracasso do projeto. As locomotivas classe 91 tinham um força de 6000cv, sendo que durante um teste um IC225 atingiu a velocidade de 261km/h. Hoje muitos trens do tipo, continuam operando como parte da frota da GNER e da National Express East Coast, sendo que como parte da privatização da British Rail durante a década de 1990, os trens foram vendidos a HSBC Rail, que detém os direitos sobre os mesmos atualmente.

## Galeria de imagens

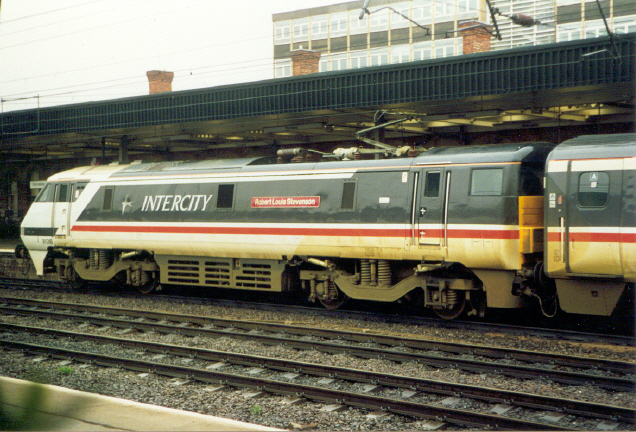
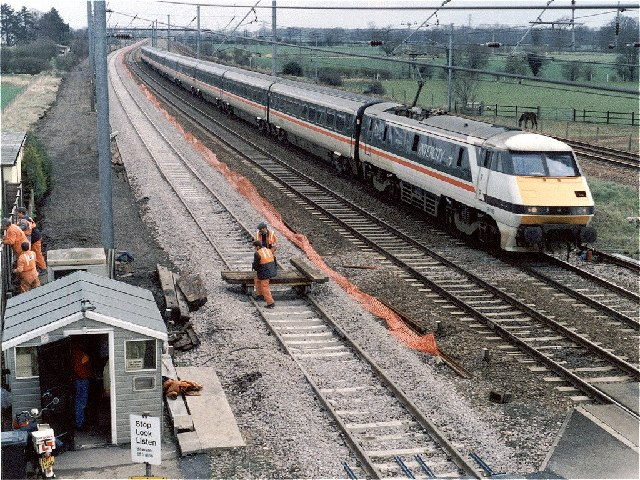
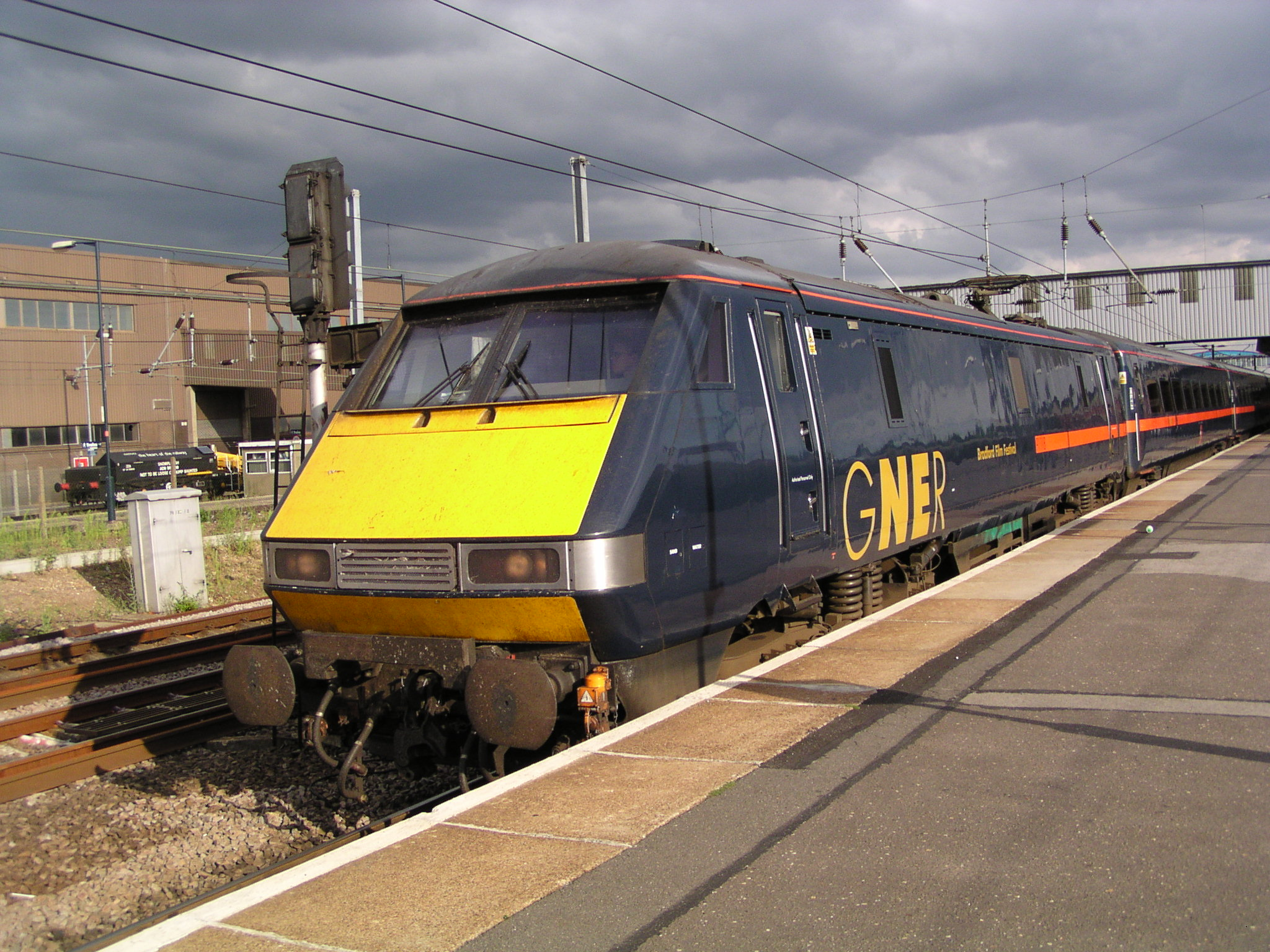